# Laamu

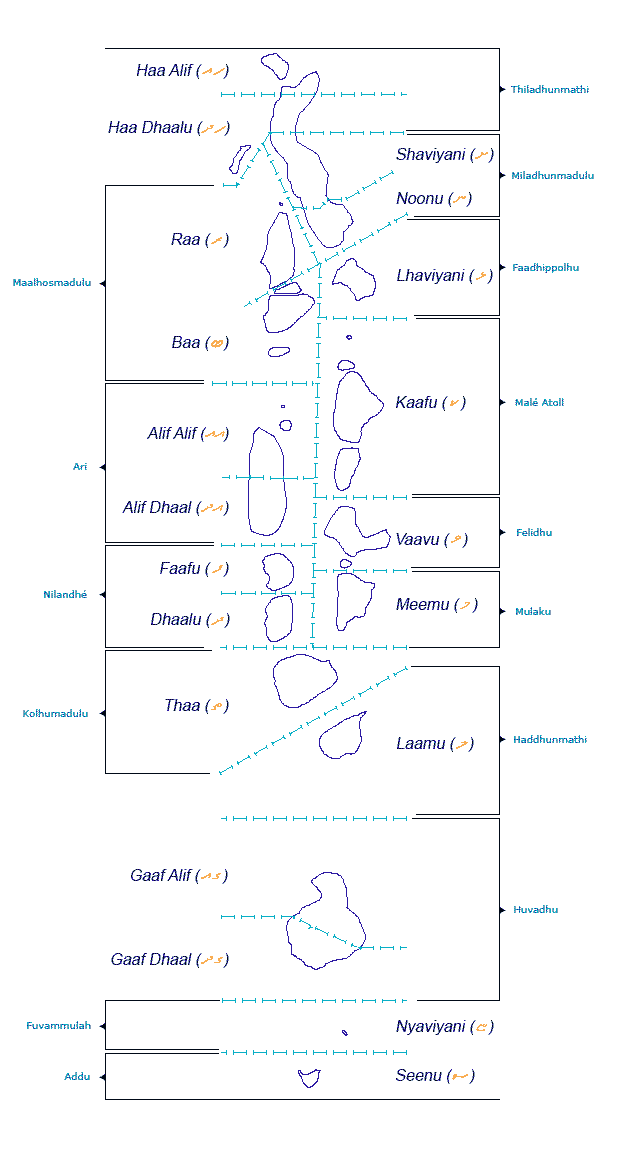
Podział administracyjny Malediwów

Laamu – atol administracyjny, jedna z 21 jednostek administracyjnych Malediwów. Oficjalna nazwa to: Haddhunmathi.

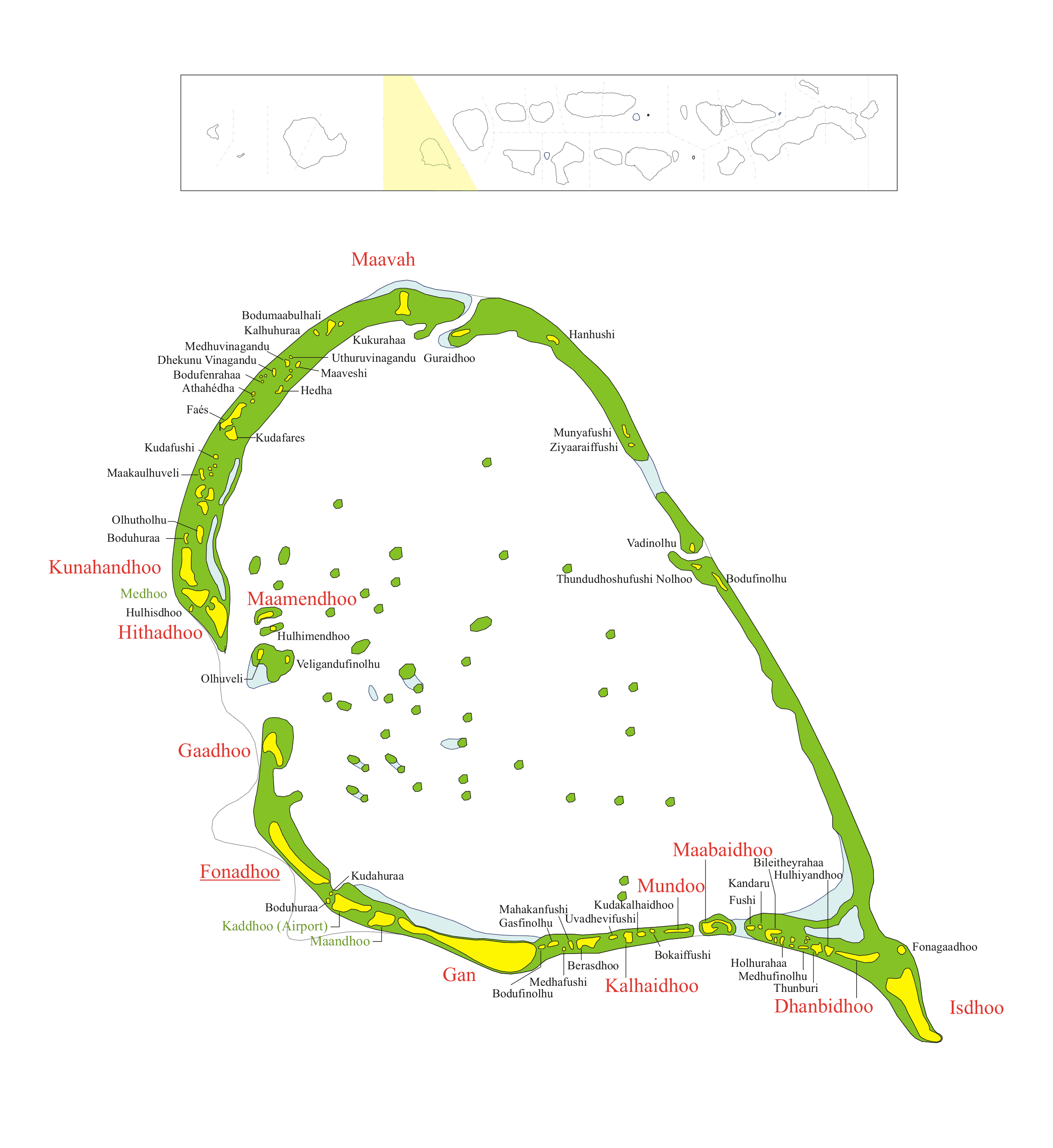
Laamu

Obejmuje swym terytorium atol Hadhdhunmathi, a jego stolicą jest Fonadhoo. W 2006 zamieszkiwało tutaj 11 990 osób.